# جیمی کامگهین
جیمی کامگهین (انگلیسی: Jimmy Kamghain؛ زادهٔ ۳ ژوئیهٔ ۱۹۹۲) بازیکن فوتبال اهل فرانسه است.
از باشگاه‌هایی که در آن بازی کرده‌است می‌توان به باشگاه فوتبال کورتریک و باشگاه فوتبال پاری سن ژرمن اشاره کرد.
وی همچنین در تیم‌های ملی فوتبال زیر ۱۷ سال فرانسه، زیر ۱۸ سال فرانسه، و زیر ۱۹ سال فرانسه بازی کرده‌است.